# Provinz El Jadida

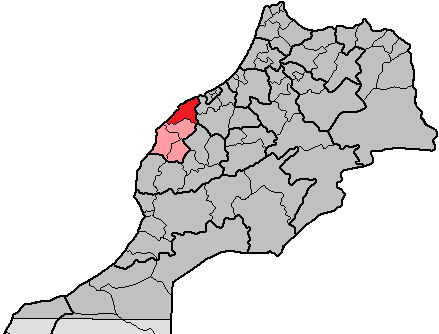
Provinz El Jadida in der ehemaligen Region Doukkala-Abda

El Jadida (arabisch إقليم الجديدة, Tamazight: ⵜⴰⵙⴳⴰ ⵏ ⵊⴷⵉⴷⴰ) ist eine etwa 3870 km² umfassende Provinz in der historischen Region Doukkala in der heutigen Region Casablanca-Settat in Marokko an der Küste des Atlantik. Durch die Abspaltung der Provinz Sidi Bennour im Jahr 2009 wurde sie verkleinert. Seit 2015 gehört sie zur Region Casablanca-Settat (davor zu Doukkala-Abda) und liegt südwestlich von Casablanca. Die Provinz hat knapp 800.000 Einwohner.

## Geographie

### Lage
Die Provinz erstreckt sich in einem ca. 170 km langen Küstenstreifen von Casablanca bis nach Oualidia am Atlantik. Die höchste Erhebung von knapp 200 m ü. d. M. befindet sich im Hinterland beim Ort Boulaouane. Größter und wichtigster Fluss ist der Oum er-Rbia, der bei Azemmour ins Meer mündet.

### Klima
Das Klima der Provinz ist in hohem Maße vom Atlantik beeinflusst und für marokkanische Verhältnisse eher gemäßigt.

## Orte (Auswahl)
Nur die Städte El Jadida, Azemmour und Lbir Jdid sind als städtische Siedlungsgebiete (municipalités) eingestuft; die anderen Orte gelten als Landgemeinden (cummunes rurales).

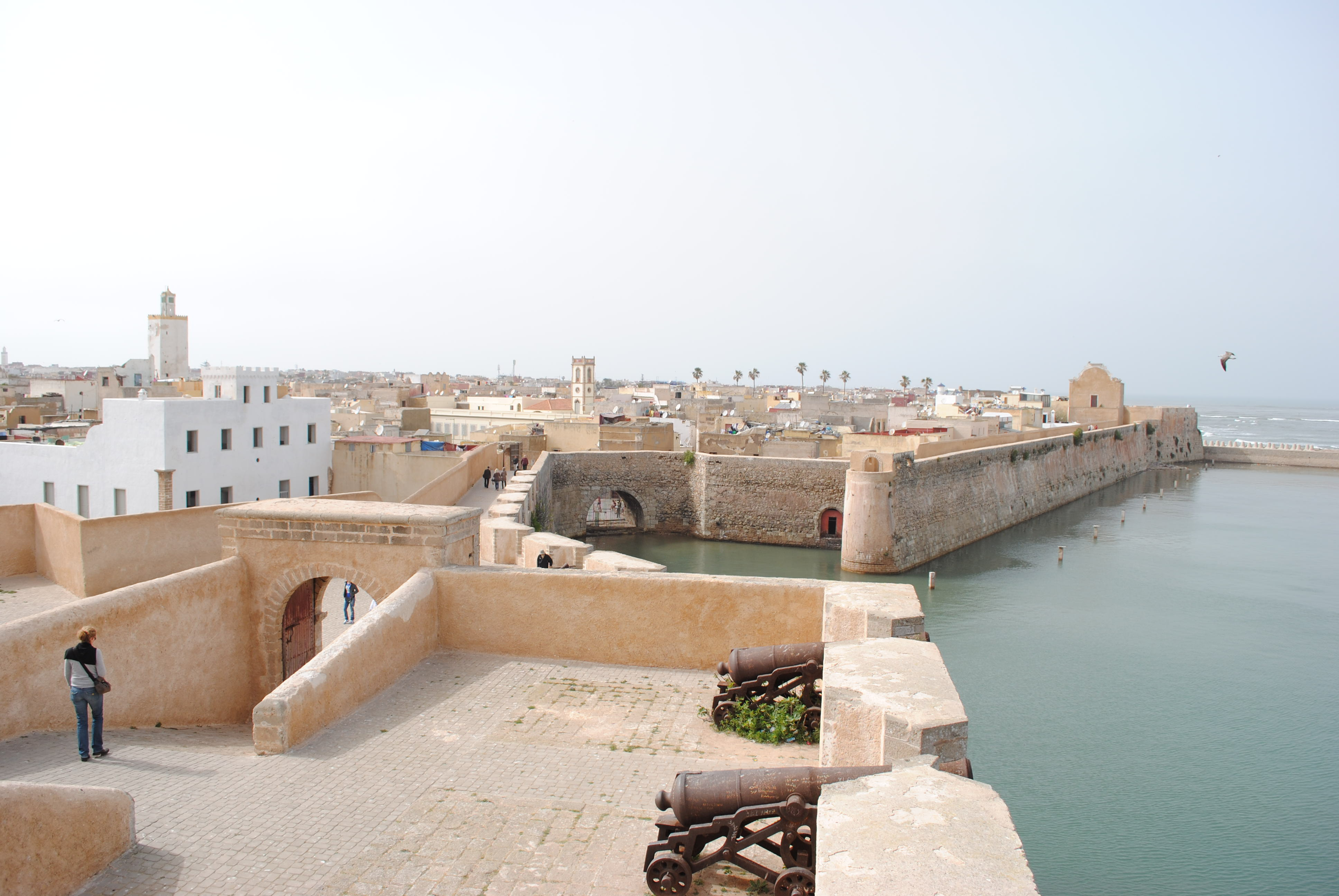
Cité Portugaise von El Jadida (16.–18. Jh.)

| Gemeinde        | Einwohner 1994 | Einwohner 2004 | Einwohner 2014 |
| --------------- | -------------- | -------------- | -------------- |
| El Jadida (M)   | 119.083        | 144.440        | 194.934        |
| Azemmour (M)    | 32.739         | 36.722         | 40.920         |
| Lbir Jdid (M)   | 10.540         | 15.267         | 24.136         |
| Chtouka         | 26.160         | 28.939         | 33.170         |
| Moulay Abdallah | 30.926         | 45.780         | 74.671         |
| Boulaouane      | 14.154         | 14.404         | 14.485         |
| Oulad Frej      | 14.518         | 17.047         | 19.752         |
| Sidi Smail      | 22.713         | 24.569         | 28.733         |

## Wirtschaft
Die Bewohner der Provinz leben in hohem Maße von der Landwirtschaft, zu der auch die Viehzucht gehört. Auch der Fischfang spielt eine gewisse Rolle. Größere Unternehmen gibt es nur in der Umgebung von El Jadida; die Stadt zieht auch einheimische und internationale Touristen an und bietet eine entsprechende Infrastruktur.

## Geschichte

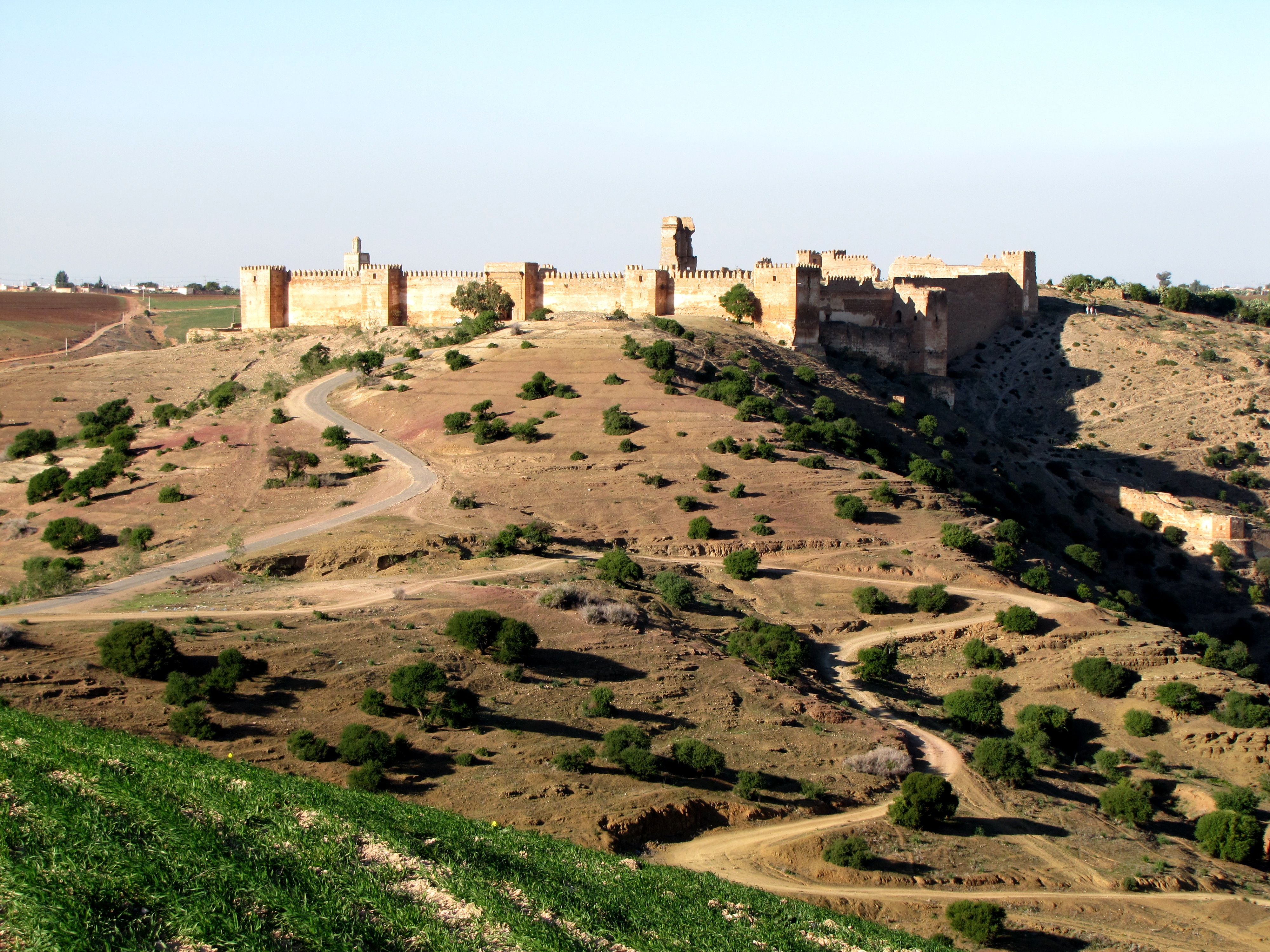
Kasbah von Boulaouane (um 1710)

Zur mittelalterlichen Geschichte der Region Doukkala liegen nur wenige Informationen vor. Es ist wahrscheinlich, dass es sich um Nomaden- oder Halbnomadengebiet gehandelt haben muss, das im Jahr 1160 vom Almohadensultan Abd al-Mu'min erobert wurde. Größere Ansiedlungen oder gar Städte existieren im Grunde erst seit der Kolonialzeit. Die Provinz Sidi Bennour entstand im Jahr 2009 durch Abtrennung von der Provinz El Jadida.

## Sehenswürdigkeiten
In der Provinz El Jadida gibt es lange Strände und die beiden ehemals portugiesischen Städte El Jadida und Azemmour; auch die hügelige und dünn bewaldete Umgebung von Boulaouane ist landschaftlich durchaus reizvoll.